# Tada Never Falls in Love
Tada-kun wa Koi o Shinai (яп. 多田くんは恋をしない Тада-кун ва кой о синай, «Тада не может влюбиться») — оригинальный аниме-сериал производства студии Doga Kobo. Режиссёр — Мицуэ Ямадзаки, сценарист — Ёсико Накамура, композитором выступила Юкари Хасимото. Премьера состоялась 5 апреля 2018 года..

## Сюжет
Мицуёси Тада — парень, который никогда не влюблялся и не знал, что такое любовь. Однажды, фотографируя цветение сакуры, он встречает Терезу Вагнер, переведённую из Ларсенбурга (Люксембурга) школьницу. Позже выясняется, что по прибытии в Японию Тереза потерялась, отделившись от своего спутника. Мицуёси помогает ей и приводит в кофейню своего деда. Эта история сосредотачивается на приключениях Тады и его друзей и их построению отношений.

## Персонажи
Мицуёси Тада (яп. 多田 光良 Тада Мицуёси) — главный герой, ученик второго класса старшей школы и член фотокружка. Подрабатывает в кофейне со своим дедом и его сестрой Юи, стремится стать профессиональным фотографом, как и его покойный отец. Кажется стоическим и уравновешенным. В детстве он потерял родителей в результате несчастного случая. Лучший фотограф в кружке. Смутно помнит, что когда-то уже видел глаза Терезы. Соответственно названию сериала, он не участвует в романтических взаимоотношениях и прямолинеен в своем образе мышления. У него чёрные волосы и чёрные глаза. Тада очень боится высоты, однако говорит, что ему просто не нравится летать на самолетах.
Пользуется камерой Nikon D7200. Родился 2 мая. Группа крови — B.
Сэйю: Юити Накамура
Тереза Вагнер (яп. テレサ・ワーグナー Тэрэдза Ва:гуна:) / Тереза де Ларсенбург (яп. テレサ • デ • ラーセンブルク Тэрэдза де Ра:сэмбуругу:) — принцесса Ларсенбурга и наследница королевского престола. Она приехала в Японию в качестве ученицы по обмену. Фанатка вымышленного японского сериала Rainbow Shogun. Энергична, но витает в облаках. Тереза и её телохранительница Александра живут в отеле Grand Palace Ginza, по соседству с кафе Мицуёси. Для члена королевской семьи она реалистична в своих ожиданиях и не проявляет никакого высокомерия. У неё сердечная улыбка, светлые волосы и зеленые глаза. Шарль — её жених. Тереза не забыла о своей ответственности перед Ларсенбургом: и что она скоро станет королевой, и что после возвращения на родину выйдет замуж за Шарля, однако признаёт, что влюбилась в Таду. Эта любовь приносит ей страдания, так как противоречит королевским регалиям.
Пользуется камерой Panasonic LUMIX DMC-GF7. Родилась 4 февраля. Группа крови — A.
Сэйю: Манака Ивами
Александра «Алек» Магритт (яп. アレクサンドラ・マグリット Арэкусандора Магуритто) — подруга детства и телохранительница Терезы, приехавшая в Японию вместе с ней. Обладает сильным чувством стиля, готова на всё для защиты Терезы, однако она боится разговаривать с ней на определённую тему.
Родилась 9 сентября. Группа крови — AB.
Сэйю: Сино Симодзи
Каору Идзюин (яп. 伊集院 薫 Идзю:ин Каору) — чрезвычайно шумный друг детства Тады, который тем не менее выглядит привлекательно (пока молчит). Является наследником старого ресторана в Гиндзе, в результате чего чрезвычайно хорошо готовит. Как и Тада, состоит в фотокружке.
Сэйю: Мамору Мияно
Хадзимэ Сугимото (яп. 杉本 一 Сугимото Хадзимэ) — старшеклассник, глава фотокружка, склонный постоянно прямо высказывать всё что думает. Умён, получает хорошие оценки и разбирается в фотографии. Мечтает фотографировать обнажённые фигуры. В финале сериала поступил в университет.
Сэйю: Юитиро Умэхара и Томокадзу Сугита (серии 11–13)
Хинако Хасэгава (яп. 長谷川 日向子 Хасэгава Хинако) — подруга детства Хадзимэ. Была вынуждена вступить в фотокружок, поскольку он мог закрыться из-за недостаточного числа членов. Отличница, безупречно справляется с любым заданием. Она прилежная девушка, но втайне является фотомоделью Хиной, фанатом которой является Хадзимэ (сам он в Хинако Хину не узнаёт, так как в реальной жизни девушка носит очки и скромно одевается). Её тайная личина известна только Алек и Терезе, также о ней подозревает Шарль.
Сэйю: Сидзука Исигами
Кэнтаро Ямасита (яп. 山下 研太郎 Ямасита Кэнтаро:) — единственный первоклассник в фотокружке. Несколько женоподобен. Уважает Мицуёси.
Сэйю: Хиро Симоно
Юи Тада (яп. 多田 ゆい Тада Юи) — младшая сестра Мицуёси, тоже подрабатывает в семейном кафе. Возможно, у нее есть братский комплекс. Любительница детективных романов.
Сэйю: Инори Минасэ
Шарль де Луар (яп. ツャルル・ド・ロワール Шяруру до Рова:ру) — красивый молодой человек с светлыми волосами. Он является потомком французской знати. Знаком с Терезой и Алек с детства.
Сэйю: Такахиро Сакураи
Большой Ня (яп. ニャンコビッグ Нянко Биггу) — кот Мицуёси, которого тот подобрал на улице 10 лет назад. Он гордится Мицуёси, поскольку наблюдал за его ростом как фотографа. Не любит Каору.
Сэйю: Исидзука Унсё (мяукание) и Акио Оцука (внутренний голос)
Рэйчел (яп. レイチェル Рэйчэру) — няня Терезы, японка. Настоящее имя — Рэйко Рюсаки. Под псевдонимом Д. Рейчел пишет любимые детективы Юи.
Сэйю: Ито Судзуки
Сёдзо Тада (яп. 多田 正造 Тада Сё:дзо) — дедушка Мицуёси и Юи, заправляет семейным кафе.
Сэйю: Хироси, Нака

## Производство
13-серийный оригинальный аниме-сериал от студии Doga Kobo транслировался с 5 апреля по 28 июня 2018 года. Режиссёр — Мицуэ Ямадзаки, автор сценария — Ёсико Накамура, дизайн персонажей создал Дзюнъитиро Танигути, а музыку написала Юкари Хасимото. Sentai Filmworks лицензировал экранизацию, мировая трансляция её состоялась на сервисе HIDIVE.

#### Список серий
| 1 | Я же не могу просто оставить тебя «Хоттокэнай даро» (ほっとけないだろ)                           | 5 апреля 2018 г.  |
| Фотографируя природу, Тада увидел красивую иностранку Терезу, попросившую его запечатлить её на фоне сакуры. Однако на этом их встречи не окончились. Чуть позже он увидел её возле реки, а вечером застал на улице всю промокшую от дождя. Оказалось, что Тереза впервые в городе и уже успела отстать от своей спутницы и потеряться. Тада предложил девушке согреться в кофейне его дедушки и позвонить подруге, чтобы та её забрала. К счастью, эта история закончилась хорошо. Но на следующее утро Тада узнаёт, что Тереза и её подруга Александра теперь учатся в его классе.                                                                    |                                                                                                  |                   |
| 2 | Ну, она не ошибается «Маа, матигаттяинай» (まあ、間違っちゃいない)                               | 12 апреля 2018 г. |
| По правилам школы, каждый ученик должен состоять в каком-нибудь кружке, поэтому Терезе и Алек тоже нужно куда-то вступить. Староста класса привела девочек в кружок фотографии, в котором состоит сама, и ребята решили сагитировать их остаться. Алек не воодушевилась этой идеей, но Тереза уговорила её провести в кружке пробный срок. В честь этого решено было организовать небольшой конкурс среди членов кружка длиной в один час. Они поделились на две группы и стали соревноваться, кто сделает лучшие фото. В итоге Терезе удалось убедить Алек остаться в кружке.                                                                          |                                                                                                  |                   |
| 3 | Как же ты это любишь «Сорэ, суки да наа» (それ、好きだなあ)                                      | 19 апреля 2018    |
| 4 | Сделаю вид, что ничего не видел... «Минакатта кото ни сиё:......» (見なかったことにしよう......) | 26 апреля 2018    |
| 5 | Не бойся. Их не бывает «Дайдзё:бу да. Инай кара» (大丈夫だ。いないから)                          | 3 мая 2018        |
| 6 | Да не вызываю я дождь «Амэотоко дзя най дзо» (雨男、じゃないぞ)                                  | 10 мая 2018       |
| 7 | Это лучше, чем плакать «Накарэру ёри ва ий даро» (泣かれるよりはいいだろ)                        | 17 мая 2018       |
| 8 | Вы говорили, что я вызываю дождь? «Амэонна датта ккэ?» (雨女だったっけ？)                        | 24 мая 2018       |
| 9 | Больше нет... «Има ва, мо:, най......» (今は、もう、ない......)                                  | 31 мая 2018       |
| 10 | Это не по-настоящему «Хоммоно, дзя най ё на» (本物、じゃないよな)                                | 7 июня 2018       |
| Тада и Тереза проводят день вместе. На следующий день в школе они слышат, что Тереза и Алек покинули Японию и вернулись на родину. |                                                                                                  |                   |
| 11 | Не то чтобы «Току ни ва нани мо» (特には何も)                                                    | 14 июня 2018      |
| Проходят месяцы, и школьный семестр подходит к концу. Тада осознает свою любовь к Терезе. Он решает лететь в Ларсенбург несмотря на свою акрофобию. Каору, дедушка, сестра и друзья оказывают Мицуёси полную поддержку. |                                                                                                  |                   |
| 12 | Извините, что без предупреждения «Тоцудзэн, гомэн» (突然、ごめん)                                | 21 июня 2018      |
| Тада летит в Ларсенбург, чтобы признаться Терезе в любви. Однако он всё ещё не знает, что она принцесса. Няня Терезы, Рейчел, передаёт ему пригласительный на бал, который проведут во дворце следующим вечером. Затем Тереза узнает о чувствах Алекс к Шарлю и рассказывает правду о себе Мицуёси. Тада покидает дворец, а Тереза просит Алек оставить её и плачет в постели. |                                                                                                  |                   |
| 13 | Я тоже никогда этого не забуду «Орэ мо, иссё:, васурэнай» (俺も、一生、忘れない)                 | 28 июня 2018      |
| В Ларсенбург прилетает и Каору. Столкнувшись с ним на улице, Мицуёси решает пойти на бал — в конце концов, Рейчел пригласила его. Во время бала Тада и Тереза раскрывают друг другу свои чувства. Шарль, увидев это, пригласил Алек на открытую террасу и сообщил ей, что расторг помолвку с Терезой, желая больше свободы. Тада и Каору возвращаются в Японию. Проходит несколько недель. Хадзимэ выпустился из школы, и Мицуёси стал новым главой фотокружка. Когда он фотографировал цветущую сакуру, пошёл дождь. Тада побежал укрыться, но ему преградила дорогу Тереза, заявившая о своей любви к нему. Когда дождь закончился, они поцеловались. |                                                                                                  |                   |

## Терминология
- Ларсенбург (яп. ラルセンブルク Рарусэнбуруку) — европейская страна, являющейся родиной Терезы и Алек.
- «Радужный Сёгун» (яп. れいん坊将軍 Реймбо: Сё:гун) —  исторический сериал о воине, побеждающем зло. В конце каждой серии он произносит: «Всегда делайте свое сердце радужным». Актёром, который играет сёгуна, является Такэсита Риодзи.
- «Любовный архив преступлений Подсолнечного экспресса» (яп. ひまわり急行 恋する事件簿 Химавари кю:ко: койсуру дзикэн бо) — любимая серия детективных романов Юи. Её автором оказывается Рейчел.